# Elias Ølsgaard

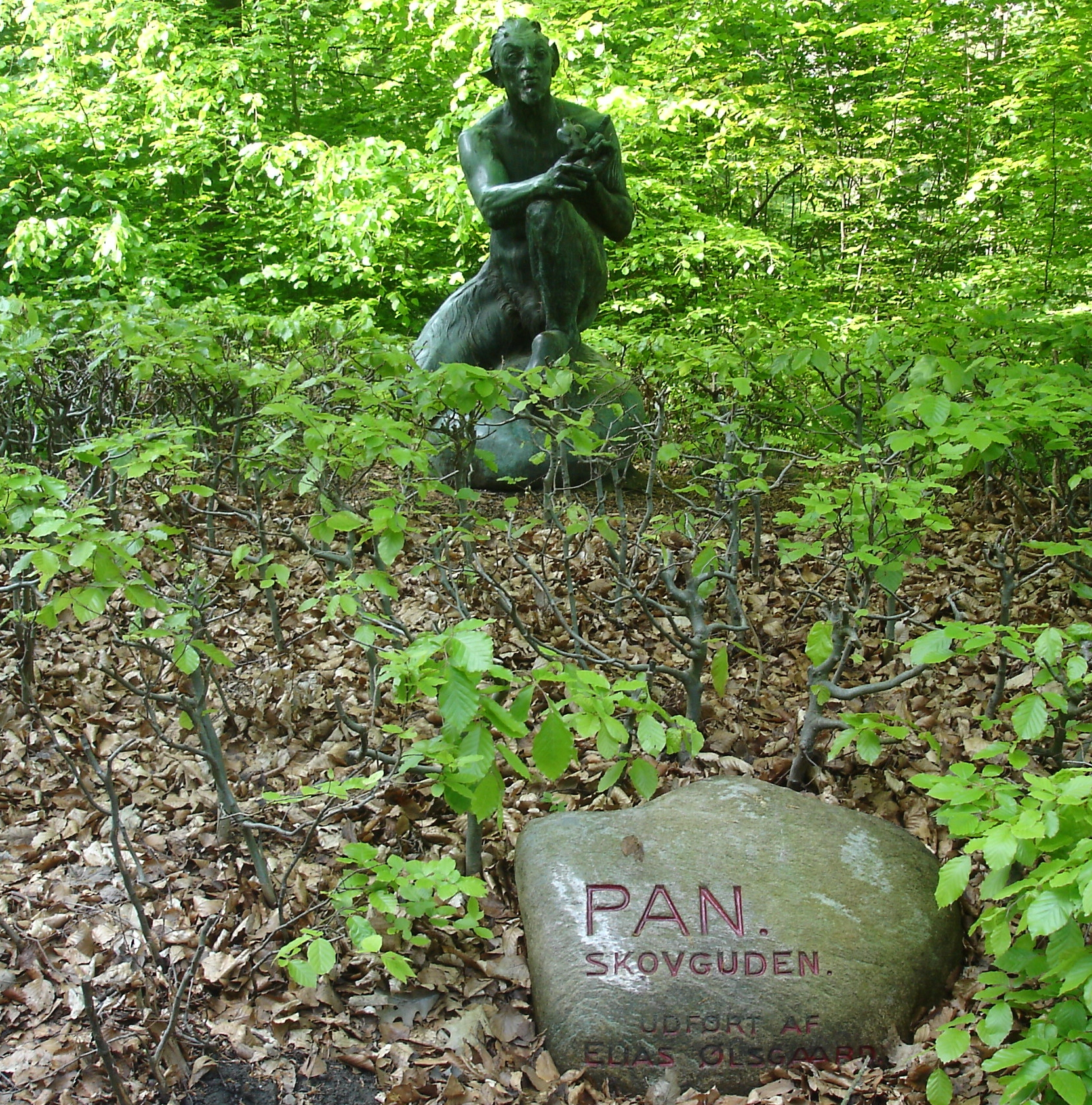
Skogsguden Pan vid Kongevejen i Marselisborg Skov.

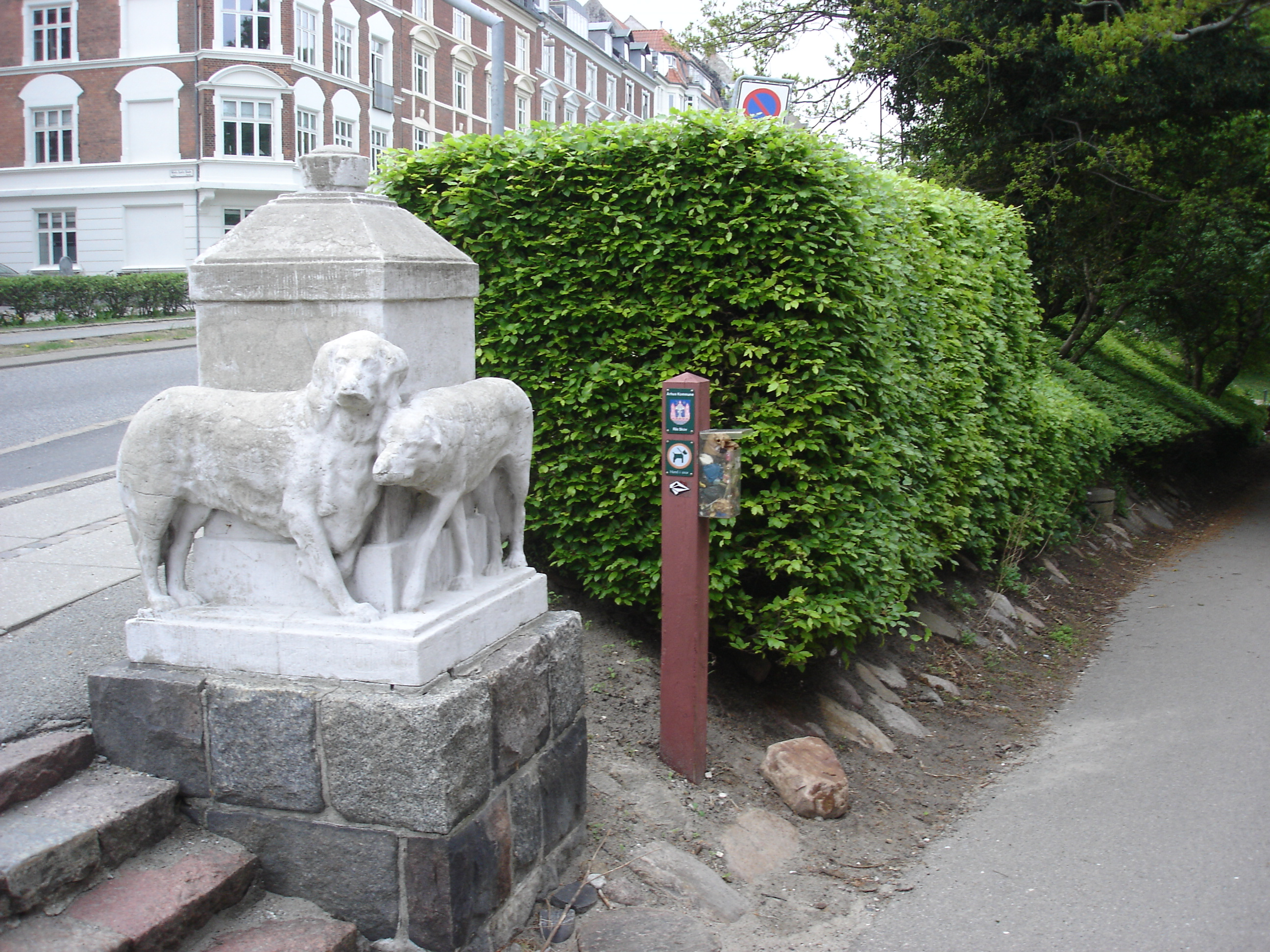
Två hundar vid ingången till Riis Skov i närheten av Elias Ølsgaards Villa Pax på Dronning Margrethes Vej 14 i Århus

Elias Rasmussen Ølsgaard, född 18 maj 1873 i Hygum, nära Jelling, död 18 december 1964 i Århus, var en dansk skulptör. Han bodde under större delen sitt liv i Århus.
Elias Ølsgaard växte upp på en bondgård i södra Jylland och studerade på Teknisk Skole i Århus 1893–1894, samtidigt som han arbetade som modellör för ett företag som göt i betong. Han ville utveckla sin konstnärliga förmåga och utbildade sig först på Sophus och Gustav Vermehrens skola och sedan från 1898 på Kunstakademiet i Köpenhamn. Han fick examensbevis som skulptör 1900 och fick samma år ett första konstverk visat på Charlottenborg.
Efter sin utbildning bosatte han sig i Århus, där arkitekten Hack Kampmann då var sysselsatt med uppförandet av Aarhus Teater. Målaren Karl Hansen Reistrup ansvarade för dekorationerna, och Elias Ølsgaard blev medarbetare till honom. Han kom senare att skapa dekorationer till en rad teatrar och offentliga byggnader tillsammans med Reistrup och Kampmann. Redan på deras andra uppdrag, Statsbiblioteket, nuvarande  Erhvervsarkivet i Århus, fick Ølsgaard själv stora egna uppgifter som formbyggare för förlagor i gips till andra konstnärer. 
Elias Ølsgaard gjorde studieresor till Tyskland och Paris 1910, Österrike och Prag 1919 samt Italien 1927.
Han höll sig till ett naturalistiskt formspråk. Föremål skulle vara igenkännbara och likna vad de föreställde. Han var mycket produktiv och utförde i huvudsak beställningsarbeten som minnesmärken, byster, porträttmedaljonger i sten samt reliefer av politiker och andra offentliga personer. Han arbetade mestadels i gips, betong och brons. Förutom skulpturer utförde han glasmosaik.
Han gifte sig 1901 med Voldborg Ølsgaard (1877–1939), som var verksam i Dansk Kvindesamfund och Internationella kvinnoförbundet för fred och frihet, bland annat som redaktör för tidskriften Fred og Frihed.

## Bildgalleri

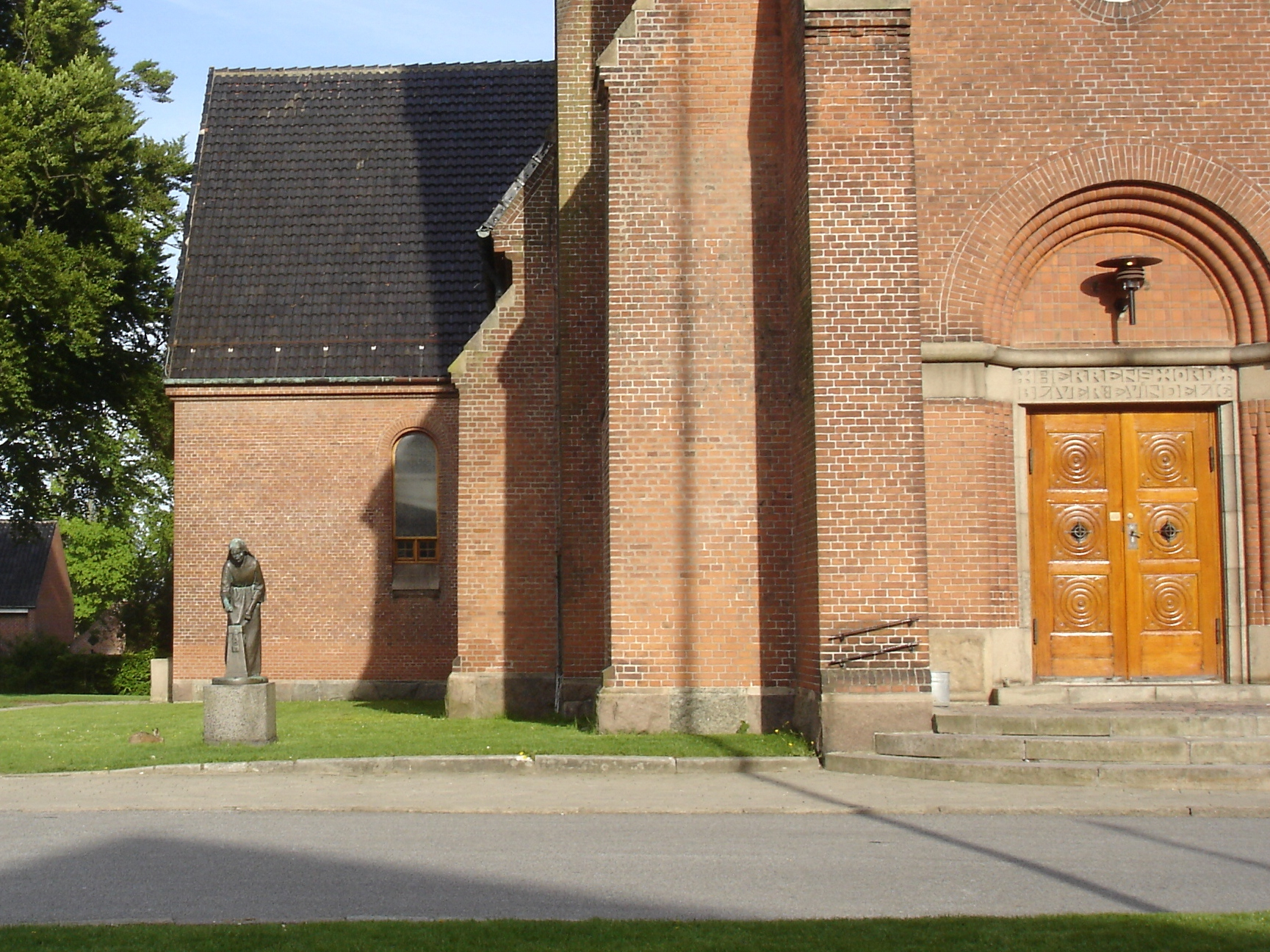
Den fattige enkes skærv vid ingången till Sankt Johannes Kirke
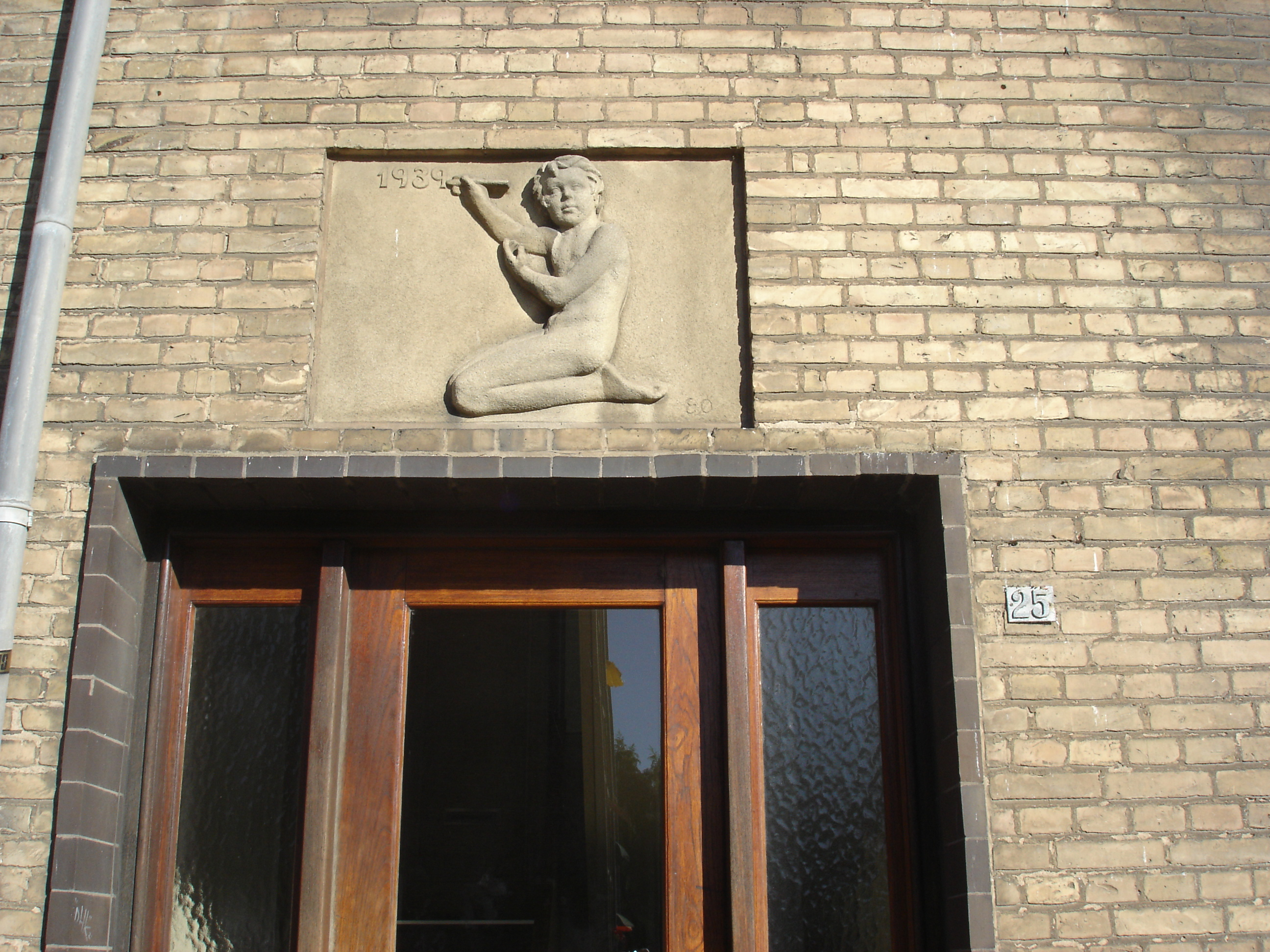
Relief över dörren mot gatan, Skanderborgvej 25 i Århus
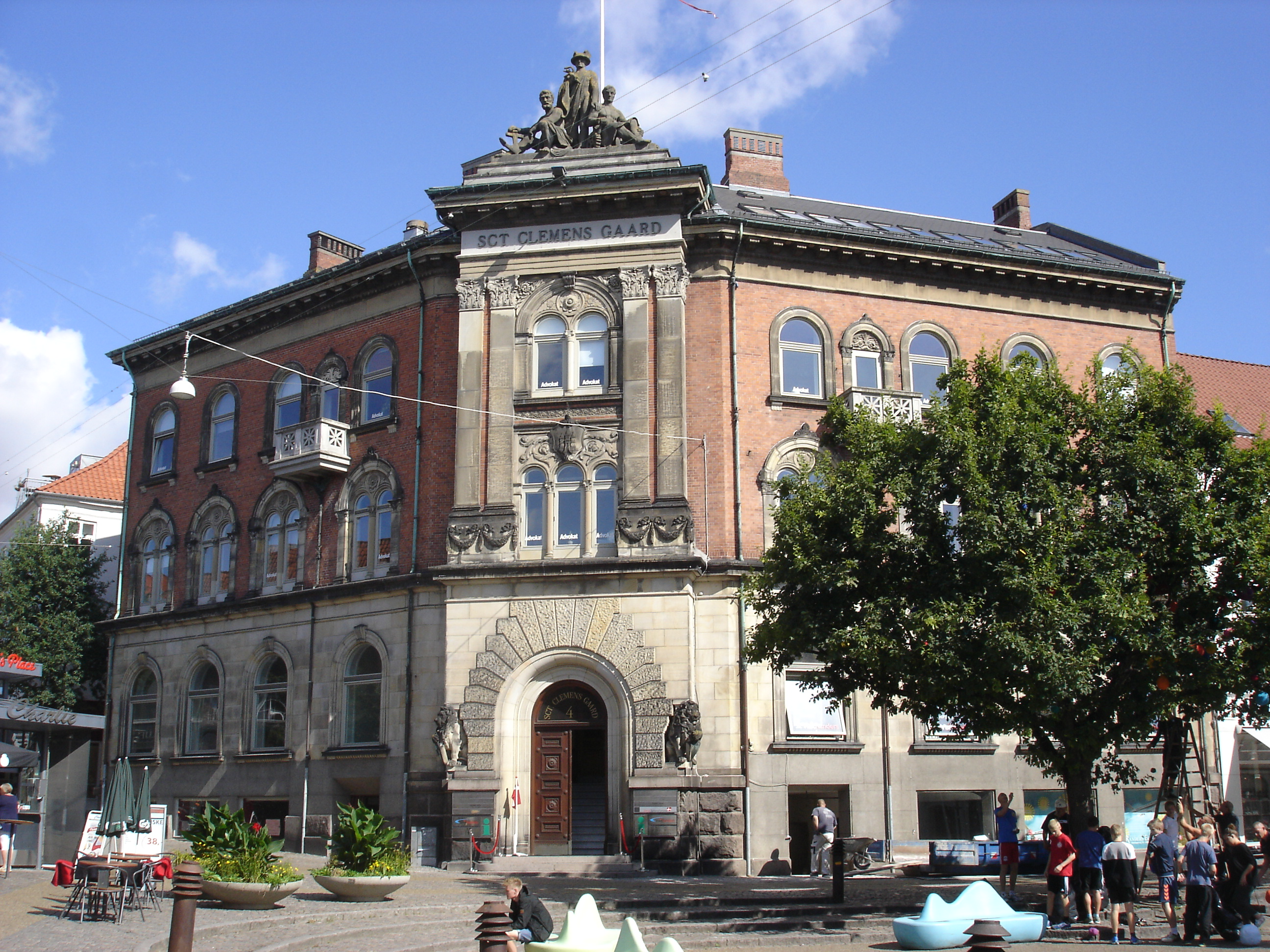
Neptunus, Vulkanus och Merkurius, över Sct. Clemens Gaard
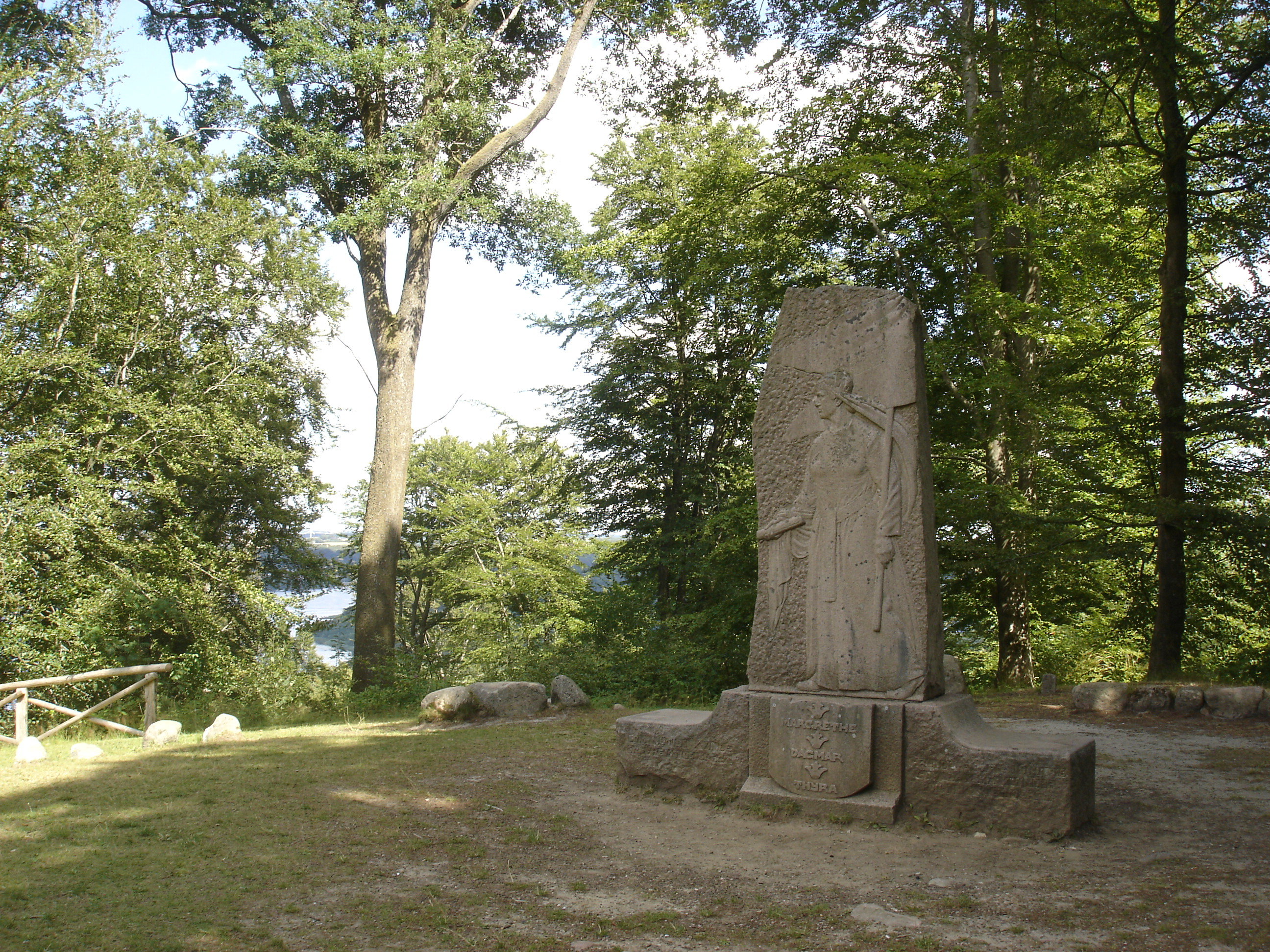
Sten på Himmelbjerget, rest till minne av att kvinnorna fick rösträtt 1915
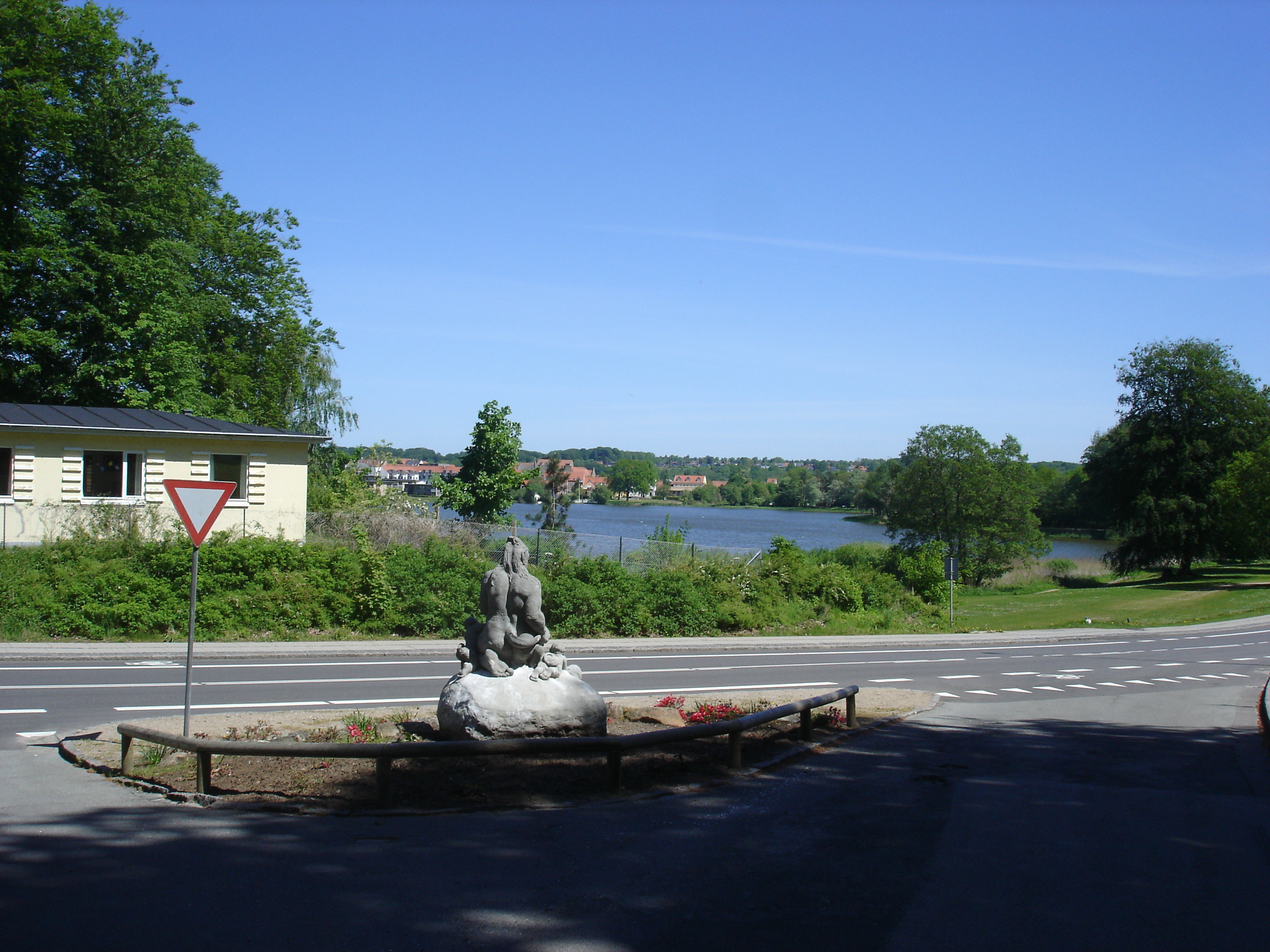
Troldkvinden og hendes børn vid Skanderborg Sø
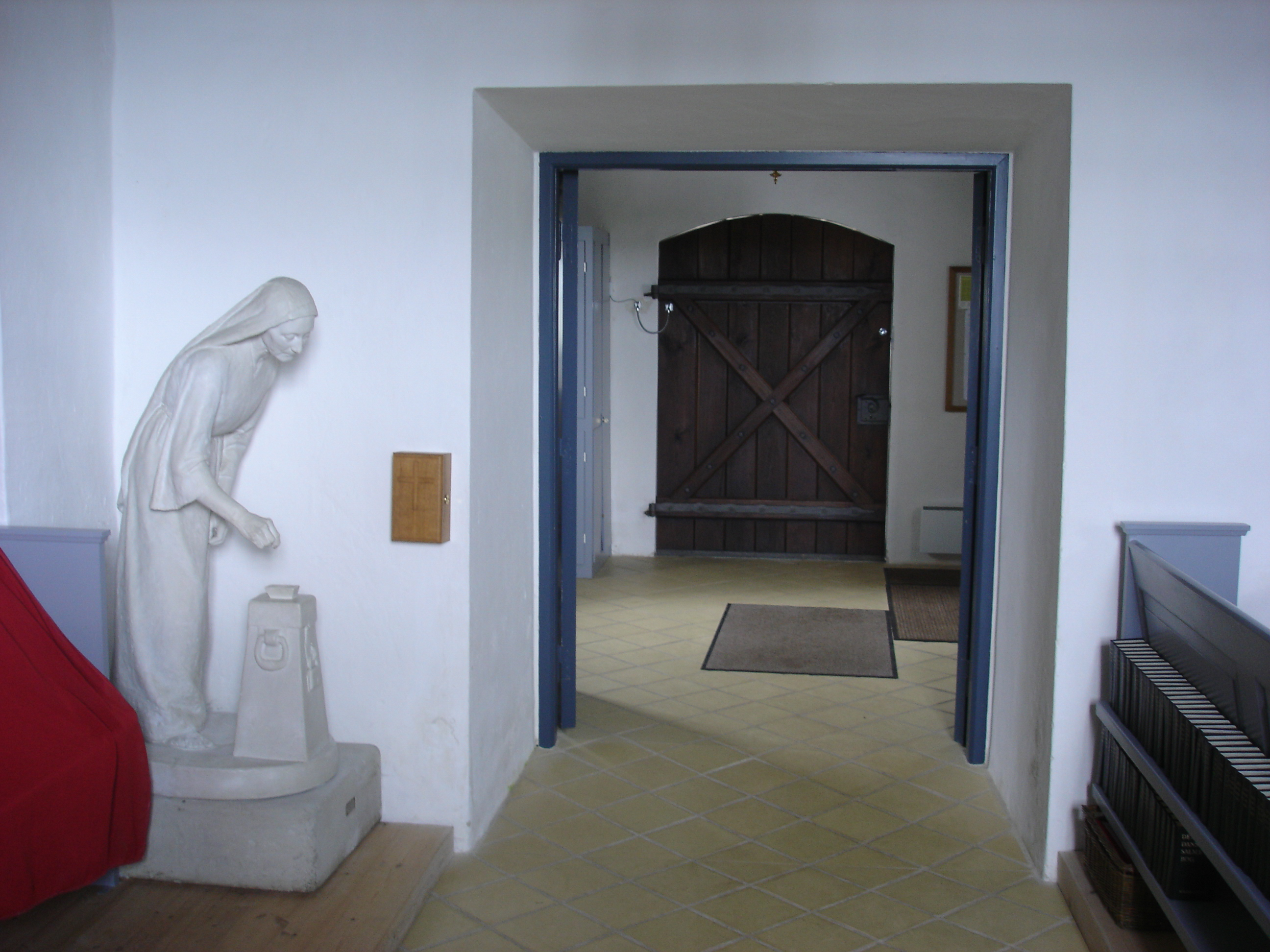
Den fattige enkes skærv i Kollerup Kirke